# 大叶山蚂蝗
大叶山蚂蝗（学名：Pleurolobus gangeticus）为豆科蟬豆屬下的一个种，原生於非洲、亞洲至大洋洲的熱帶及亞熱帶地區。過去曾歸類於近緣的山蚂蝗属之中。

## 分佈
本種原生分佈於非洲至大洋洲的熱帶及亞熱帶地區，包括安達曼群島、安哥拉、阿薩姆邦、孟加拉國、貝寧、俾斯麥群島、婆羅洲、布基納法索、柬埔寨、喀麥隆、卡羅林群島、中非共和國、乍得、華中、華東、華南、剛果、東喜馬拉雅山、赤道幾內亞、厄立特里亞、埃塞俄比亞、加蓬、岡比亞、加納、幾內亞、幾內亞比紹、幾內亞灣群島、海南、印度、科特迪瓦、爪哇、肯尼亞、南非共和國、拉克沙群島、寮國、小巽他群島、利比里亞、馬拉維 、馬來亞、馬爾代夫、馬里、馬魯古、莫桑比克、緬甸、琉球群島、尼泊爾、新幾內亞、新南威爾士州、尼科巴群島、尼日利亞、北領地、巴基斯坦、菲律賓、昆士蘭州、盧旺達、塞內加爾、塞拉利昂、斯里蘭卡、蘇丹、蘇門答臘、台灣、坦桑尼亞、泰國、多哥、烏干達、越南、西喜馬拉雅山、西澳州、也門、贊比亞、扎伊爾、津巴布韋等。
除此之外，本種也被引入到庫克群島、斐濟、牙買加、馬達加斯加、留尼汪、社會群島、特立尼达和多巴哥等地。

## 外部連結
- 維基物種上的相關：大叶山蚂蝗